# 基督教救贖論
基督教救贖論是基督教神学對救贖的觀點，指基督教信仰中有關耶穌基督的救贖的信仰意義，是基督教哲學中的崇高表現，亦是《聖經》中最重要的主題。根據基督教的教義，耶穌基督的救贖所顯現的意義是與全人類都有關的，從過去直至未來。

## 歷史背景
早期教會並沒有發展「不成熟」的救贖理論。教父時期對神學的貢獻主要是在於──「基督論」及「三位一體」的教義。早期的救贖論點都帶有濃厚的神話色彩，成熟的救贖教義是始於坎特伯雷的安瑟莫，直至17世紀新教正統主義時期才算是真正發展。

## 救贖基礎
救贖的基礎有三項：
1. 上帝愛的具體彰顯。
2. 上帝藉著救贖，在世代與永恆間顯明祂的恩典。
3. 上帝要「被揀選之人」以善行回應祂的揀選。

## 救贖定義
從人的角度看贖罪：有與上帝「和好」的意思，也有「被救贖」的觀念。「所有犯罪的，就是罪的奴僕」，人因為罪而與上帝隔離，生命被罪惡綑綁，罪使人成為被奴役者，而救贖者則是要廢除奴役，使人得釋放。從宗教的角度看贖罪：上帝是救贖者，在舊約中，上帝將天選之人從為奴之地領出來，新約則預表耶穌基督要將人為從罪惡釋放出來。

## 聖經中的救贖
耶穌基督用以下的話表明他成為人的目的：
人子來，為要尋找、拯救失喪的人。《路加福音》第19章第10节
世人因著罪而失喪，亦因為這樣，耶穌要來到世間把救贖賜給人類。《哥林多後書》第5章第19节指出耶穌來到世間是為要使世人與上帝和好。表明基督在世的工作之另一詞語是“贖罪”。簡單來說，耶穌基督來到世上是要為世人付出罪的贖價，叫世人脫離律法的咒詛。「正如人子來，不是要受人的服事，乃是要服事人，並且要捨命，作多人的贖價。」（《馬太福音》第20章第28节）
主耶穌完成救贖工作的方式就是捨了自己的生命，被釘在十字架上。因此人是藉由耶穌基督的救贖而從罪的壓制中得釋放、蒙赦免；所以保羅才會說：救贖既是在基督裡以信心獲得，就不再需要藉著「善工」或「守律法」來換取了。
得了救就是靠著恩﹑憑著信。這又不是出於你們自己﹐乃是上帝的禮物：不是出於行為﹐免得有人自誇。《以弗所書》第2章第8-9节

## 俄利根：赎价型救赎论

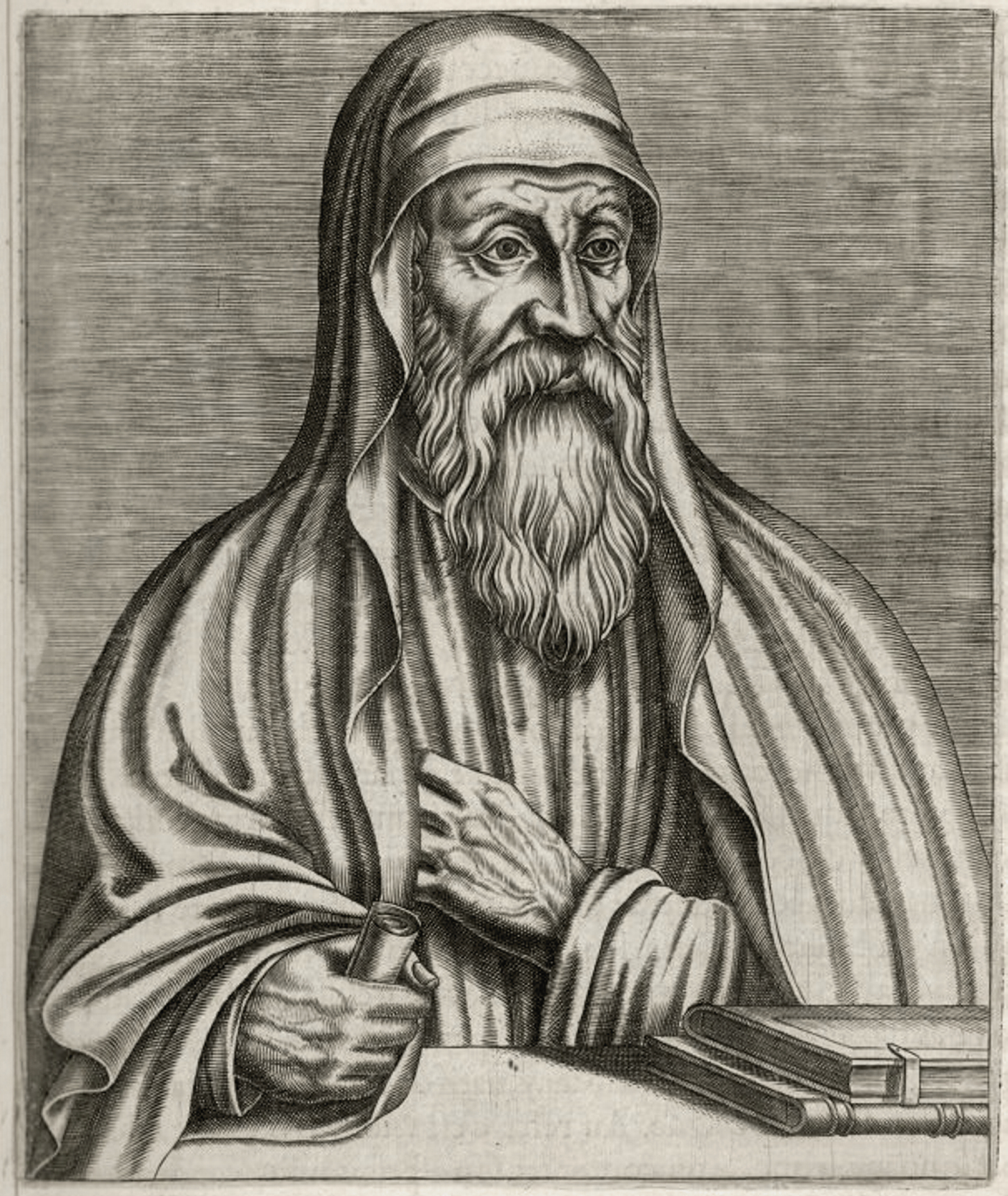
俄利根

最早期的救贖觀，Aulén稱之爲“古典的”救贖觀，經常被理解爲“贖價型救贖論”。自從其名著出版後，也被稱之爲“基督得勝論”。這理論認爲亞當與夏娃在墮落時，使人類接受了魔鬼撒旦的轄制；而上帝爲了贖回人類，差基督作“贖價”或“誘餌”；而魔鬼不知道耶穌基督不會永久死亡，于是殺害了基督；當耶穌復活時魔鬼就失去了對人類的控制權了。
Aulén認爲，“基督得勝論”Christus Victor是初代教會的主流觀念，也是教會歷史頭一千年的主流觀念，幾乎每一位教父都支持它——包括愛任紐、俄利根和希波的奧古斯丁，這僅僅是其中幾位。
Aulén認爲神學家們誤解了早期教父的觀念，誤會了他們的救贖觀是一種“贖價理論”Ransom Theory。教父說的“贖價”的原意，並不是說要給魔鬼贖價；教父乃是說人類從罪、從死亡、從魔鬼的轄制中得釋放。正如“基督得勝論”所顧名思義的，“贖價”ransom不是指一種交易，而是把人類從罪的奴役中解救或釋放出來。（但坎特伯雷的安瑟莫把它誤解成是給魔鬼贖價了）。
这部分翻译自英文维基百科的Christus Victor。完整翻译见下面的外部連結。

### 對俄利根的批判
『付贖價給魔鬼』的理論與聖經的教導並不符合。
1. 與上帝公義的本性不符：俄利根的論點似乎是一場最強壯、最狡猾者就佔上風的競賽。上帝的公義是彰顯在每一個層面上，特別是在祂救贖人類的計畫中，上帝以公義、大能的行動來救贖人類，並不需要用其他「手段」來施行祂的拯救。
2. 人雖犯罪，但並不代表撒但有權控制人類：撒但乃是藉著罪與死來控制奴役人，並不表明它因此而取得「合法地位」來控制人。

人因為犯罪而虧缺了上帝的榮耀，因此人需承擔罪的刑罰──死亡。基督用祂生命所付的贖價，將人類從律法的咒詛中贖出來。無罪的基督為罪人死，使上帝的公義能得以維持並成全救贖的行動；這是上帝公義原則的因應之道，絕不是以強欺弱的戲碼。

## 安瑟莫：補償型救贖論
第二種救贖觀是“拉丁的”觀念、或稱爲“客觀成就目的”理論。是11世紀的安瑟莫創立的。它通常被理解爲“補償型救贖論”。它是安瑟莫創立的，其中基督代替人類受苦，滿足上帝被虧缺的榮耀。宗教改革時，新教由此發展出“代罰救贖論”：基督代替人類被懲罰，滿足上帝公義的要求，于是上帝可以合法的饒恕人。有些人試圖證明“代罰救贖論”源于早期教父，如游斯丁、游社博和奧古斯丁。

### 對安瑟莫的批判
1. 「補贖論」的說法太過客觀：整個過程都忽略了人類的活動在內。人類在這「救贖交易」的過程中，彷彿是上帝手中的棋子一般。
2. 太過注重司法與律法化：強調上帝的榮耀，將耶和華描繪為封建的帝王，耶穌基督為慈愛的朋友，為人類償付罪債。
3. 忽略了聖靈的角色。

安瑟莫的補贖說受到許多的討論，儘管它有些爭議點，但對於新教與舊教的整體衝擊力卻是重大無比，此觀點受到多數神學家的接納。

### 辯証
教義專家認為，初代教會裡並不存在“補償型救贖論”或“代罰救贖論”；初代教會裡只能找到另外兩大類的救贖觀念。羅馬天主教的神學拐點是在第5世紀，但11世紀前絕不存在“補償型救贖”的理論；16世紀前也絕不存在“代罰救贖論”。
只有一位著名的教義歷史學家J.N.D. Kelly，認為初代教會曾有過某種“代罰救贖觀念”。但這位J.N.D. Kelly的論證方法，已被拆穿是學術舞弊；J.N.D. Kelly是把近代的觀念強塞進教父的詞語中，造成教父有代罰觀念的假象。
這部分翻譯自英文維基百科的Christus Victor。完整翻譯見下面的外部連結。

## 亞伯拉德：品德感染論
第三種是“主觀成就目的”理論。人稱“品德感染論”（Moral Influence view）——其中耶穌受難是一個典範的舉動，感染相信的人。這種觀念常被錯誤的追溯爲亞伯拉德的原創。實際上亞伯拉德是重申了奧古斯丁的看法，而奧古斯丁則是闡述了他那個年代的一種教義。
12世紀的亞伯拉德公然表示不同意天主教的「贖罪理論」以及安瑟莫的「補贖說」。亞伯拉德高舉上帝的愛，而不強調上帝的榮譽或神怒。他認為人類需要的是一個新的「行為動機」，對於上帝與人類的情感修復，反倒不是那麼在意，亞伯拉德主張上帝早已接納了人類，人類只是需要有可遵行的榜樣而已，因此人類並不需要「贖罪」。亞伯拉德所提出的贖罪觀點被稱為「道德影響說」。 
亞伯拉德所著的《與羅馬人書訓詁》一書中，亞伯拉德認為基督之死最主要的後果便是彰顯上帝對人類的愛。亞伯拉德一方面強調基督的代死是顯出上帝的愛，另一面他又輕視罪的破壞性，認為人類的行為之所以會有善惡的分別，乃是在於人自己內在的動機，而與人性本善或本惡的特質無關。人因為看見那掛在十字架上受難、流血的基督，而被基督的大愛所感動，心中湧起萬分感恩；於是從原本懼怕、遠離上帝，再次回到上帝面前，並且有分於基督的生命不再活在罪惡之中。人類藉著「回應基督之愛」的行動得以與基督結合，並且因祂的受苦而獲益，將基督的完滿道德作為生活的準則。

### 對亞伯拉德的批判
雖然亞伯拉德強調上帝的愛是成就救贖的源頭，然而他的理論卻拋棄了上帝的公義以及贖罪之真正含意。亞伯拉德的救贖觀完全沒有「法律行為」的意義。根據亞伯拉德的說法，當耶穌基督在十字架上受難而死之時，發生改變的是罪人受到基督之愛的影響，在純粹道德中並沒有提到「死在罪惡與過犯之中」的人類要如何真正的悔改。因此有些批判者將之謔稱為「主觀理論」。單以上帝愛的屬性涵蓋整個救贖過程，又以人的主觀來解釋基督之死，將基督的死與其他歷史上英雄烈士的感人事蹟相提並論，容易陷入異端的模糊界線中。

## 加爾文:預定論
加爾文主義預定論（英語：Calvinistic doctrine of predestination），又稱預選說，是加爾文主義神學理論體系的中心理論和加爾文主義者的主要信念。神恩獨作（英語：monergism）是指基督教神學中，信仰上帝的人通過聖靈的工作而無需個人行為配合，從而達到得救的理論。這個理論自聖奧古斯丁以後，主要見於加爾文主義（例如歸正宗和長老宗）和其「不可抵制的恩典」教條。加爾文主義者將其「預定論」適用於其救贖論，認為上帝以其恩典指定某些人得救的永恆命運，而留下其餘的人為他們自己的罪甚至人類的原罪得到永恆的詛咒。前者稱「無條件的揀選」, 後者稱「遺棄」。加爾文主義認為，一個人必須被上帝所預定，蒙有效的呼召（更新/重生）而得到神賜給他的信心，然後才會願意相信耶穌基督，或者說想要去被稱義。加爾文主義者相信上帝在創世以前揀選了祂要拯救的人，使被揀選者最終進入神的國；他們同時相信上帝不予拯救的其餘人將下地獄。加爾文主義神學的創始人約翰·加爾文認為「選民」永遠不會失去他們得到的救恩，雖然他們不能確定自己將會得救，但是這上帝預定的人在社會上負擔重責大任，在工作上有傑出表現，在世間的榮耀是來自天命。加爾文亦認為預定論和自由意志不矛盾，兩者是並行不悖的。

#### 反对預定論的宗派
- 东方基督教
  - 东方正教会
  - 东方正统教会
  - 东方亚述教会
- 西方基督教
  - 罗马天主教会
  - 新教
    - 信义宗
    - 循道宗(卫理公会)

### 對加爾文的批判

#### 信义宗
信義宗（路德派）一向拒絕加爾文主義的「預定受罰論」，認信文獻《協同書》摘要清楚指出，加爾文此教導是「褻瀆上帝而且可怕的錯誤」。他們認為，根據《新約聖經》彼得後書3:9、 提摩太前書2:4，已經清楚教導上帝不願一人沉淪，乃願人人改悔，獲得拯救。

#### 普救论者
普救论认为，上帝要拯救全世界，耶稣是为全人类死的，所有人都会得救，包括许多没有信耶稣就死掉的人也会得救。这种观点既然相信耶稣会拯救全人类，自然也无所谓“预定”与“不预定”，故有反对加尔文主义预定论之嫌。
支持加尔文主义预定论的神学家则认为这明显与圣经中大量描述的众多不信的人下地狱的经文冲突，如启示录21:8、启示录20:14、马太福音10:28、马太福音5:30、马太福音13:40-42、25:31、25:41、25:45-46等等，且诗篇37:10,20明确指出恶人要灭亡，并不是像普救论者说得那样“全人类都得救”。但普救論并非主張有罪不罰，而是即便有地獄也不是永恆。

#### 罗马天主教会
对于救恩，天主教与阿民念主义者一样，认为救恩能够失去。天主教相信“任何大罪都能使人丧失称义之恩；能够重新得着：借着告解圣事。所以要坚持到底，直到最后一口气，因没有必然把握”。而反对这种观点的教派则认为《约翰福音》第10章第27至29句是指救恩不能失去，《约翰一书》第5章第13句是指信徒可以知道自己被拣选有着永生的把握。

### 引用
1. ↑  麥葛福編著、楊長慧譯，(2003年)，《基督教神學原典精華》，台北：校園書房出版社，257。
2. ↑  雷歷，(1996年)，《基礎神學》，楊長慧譯，香港：角石出版有限公司，305。
3. ↑  約八34
4. ↑  《出埃及記 20:2》我是耶和華，你的 神，曾將你從埃及地為奴之家領出來。
5. ↑  薛思捷，《聖經要道》，聖臨出版社，第四版，頁51
6. ↑  章力生，（1991），《系統神學──救恩論》，卷陸，香港：宣道出版社，146-47。
7. ↑  奧爾森：《神學的故事》，386；鮑凱索：《基督教信仰之研究》，217。
8. ↑  雷歷，《基礎神學》，337；周聯華，（1991），《神學綱要》，卷二，香港：基督教文藝出版社，354；麥葛福編著，《基督教神學原典精華》，237。
9. ↑  奧爾森：《神學的故事》，391；鮑凱索：《基督教信仰之研究》，218。
10. ↑  《约翰福音》第10章第27至29句：“我的羊听我的声音、我也认识他们、他们也跟着我。我又赐给他们永生，他们永不灭亡、谁也不能从我手里把他们夺去。我父把羊赐给我、他比万有都大，谁也不能从我父手里把他们夺去。”
11. ↑  《约翰一书》第5章第13句：“我将这些话写给你们信奉神儿子之名的人，要叫你们知道自己有永生。”